# 中国基督教
基督宗教在中國發展的最早記錄可追溯至唐代的景教，並在明朝中葉以後隨著西方文化的東傳而開始有系統而廣泛的傳播。但因当时中国文化和西方文化的较大差异，以及基督教的一神論信仰与中国传统文化相抵触，相對於中國原生的儒教與道教、以及自印度傳入的佛教，基督教在中國的發展緩慢許多；至清末以降，以天主教會和新教為主的基督教各宗派才開始在中國大規模的發展。但1949年中共建政後，包括基督宗教在內的所有宗教均遭到中國政府大幅的限制；1980年代改革開放以后，中國政府調整了宗教政策，基督宗教才與其他宗教同樣重新开始正常的崇拜與傳播活动，自此基督徒数目增长显著，特别是在一些城市地区，基督宗教信徒的數量甚至超過了佛教。中國的基督徒人數難以確切統計，幾份評估指包含躲避政府干預的地下教會信徒，估算總數可能達一億人，但其真實性在政府的管制下難以驗證；而在2018年的中國官方數據則稱，中国基督徒整體的人數達4400多萬人，其中包含3800多萬新教徒與約600萬天主教徒。

## 历史

### 基督教入華的傳說
1. 使徒多馬：當使徒保羅啟程將福音帶給西方，做“外邦人的使徒”的時候，使徒多馬則向東方進發，將福音帶到中國、印度等地，後於歸途中在東印度殉道。
2. 使徒巴多羅買：一同來東方傳福音的有多馬和巴多羅買二人，多馬去了印度，而巴多羅買則來到中國。
3. 初期教會逃難來華：公元65年，羅馬皇帝尼祿迫害基督徒，70年耶路撒冷被毀，四散逃難的基督徒當中，有部份來到東方，僑居中國。以上三種傳說都指同一時期，即公元65－70年，是東漢明帝永平年間的事。這期間的基督徒多為猶太人，福音主要靠口傳，新約聖經尚未誕生，至於舊約聖經被帶來中國的可能性也不大。
4. 敍利亞基督教教士：東漢時代，有敍利亞教士二人，藉學習養蠶治絲，來到中國傳教。
5. 三國時代鐵十架：明朝洪武年間在江西廬陵掘得大鐵十字架，上鑄赤烏年月（即三國孫吳時代，由公元238－250年）。鐵十架上的對聯可解作對基督的頌讚：「四海慶安瀾，鐵柱寶光留十字；萬民懷大澤，金爐香篆藹千秋」。假如鐵十架真是基督教遺物，那麼可以推测基督教在三世紀曾偶传至中国。

### 唐朝
基督教傳入中國最早的确切记载是唐太宗貞觀九年（635年），叙利亚僧人阿罗本到达长安，受到唐太宗的接见，并被官方允许在长安传教。阿罗本带来的是基督教的一個當時被西方教会認為是异端的独特派別，來華後被稱為景教（聂斯托利派）。景教在当时一度有所发展，但是到了會昌5年（845年）唐武宗篤信道教，下旨禁止佛教、祆教（琐罗亚斯德教）、景教等外来宗教传播，景教随着佛教一起备受打击，至此基督教聂斯托利派（景教）在中国停止了传播。

### 元朝与明朝
元朝時基督教聂斯托利派又再次较大规模傳入中國，同时天主教也开始传入中国。1289年，方济各会神父从欧洲来到中国。在北京和泉州等地发展了一批蒙古人和色目人入教。同时聂斯托利派也与天主教竞争。聂斯托利派当时主要在蒙古人和色目人中广泛传播，汉人和南人中信徒不多。而天主教并未在华站稳脚跟。
- 明朝嘉靖三十一年（1552年），耶稣会的方济各·沙勿略神父到达中国广东台山市的上川岛，但得不到进入大陆的许可，带着遗憾死在了岛上。後來澳門的耶穌會神父範禮安認识到在高文化的中國傳教需要改變策略，於是他選擇有學識的傳教士，先在澳門訓練學習漢語北京話，希望傳教時可以得到中國官員的支持。
- 明朝萬曆十年（1582年），耶稣会又派来一位精通天文和数学的利玛窦，他和羅明堅兩名耶穌會神父是就是這種策略下首兩名獲准在中國長時間逗留的外國教士，于1583年首次进入中国。利玛窦成功在北京覲見皇帝，而且在士大夫中建立良好聲譽和關係，開啟了日後其他傳教士進入中國之門。利玛窦可以说是基督教在中国传教的开创者之一。
- 万历二十五年（1597年）瑞士耶稣会教士郭居静来华。
- 万历十三年（1585年）葡萄牙耶稣会教士孟三德来华。
- 万历二十七年（1599年））西班牙耶稣会教士庞迪我来华。
- 万历三十四年（1606年）意大利耶稣会教士熊三拔来华。
- 万历四十年（1612年）德意志耶稣会士汤若望到中国传教。
- 万历四十一年（1613年）意大利耶稣会士艾儒略到中国泉州传教。
- 天启二年（1622年）西班牙耶稣会教士费乐德来华。
- 天启四年（1624年）葡萄牙耶稣会教士伏若望来华。
- 崇祯二年（1629年）葡萄牙耶稣会教士瞿西满来华。
- 崇祯十年（1637年）意大利耶稣会教士贾宜陆来华。
- 崇祯十六年（1643年）匈牙利耶稣会教士卫匡国来华。

### 清朝
- 清顺治十六年（1659年）南怀仁来华传教。
- 康熙九年（1670年西班牙耶稣会教士利安定来华。
- 康熙二十七年（1688年）法国耶稣会派白晋、洪若瀚来华。
- 雍正五年（1727年），俄國也派東正教徒到中國傳教。
- 1807年，第一位新教传教士，英国伦敦会的马礼逊来华传教。
- 1719年－1745年，天主教 Capuchin神父定居拉萨。
- Francisco Orazio della Penna.
- Cassian di Macerata
- Petrus 和Susie Rijnhart，19世纪末20世纪初加拿大传教士

- 1840年代鸦片战争后，中国被迫打开国门，清政府被迫签订一系列不平等条约，保證基督教在中國大陸的传教活动亦被列入条约，传教士在此背景下进入内地传教，大批传教士以沿海通商口岸为基地迅速扩展基督教，建立教堂。一些基督教会在中国建立医院、学校、孤儿院，开展了一些慈善活动，为中国传播了近现代文明起到積極的作用。

- 1843年（道光二十三年），洪秀全以基督教的名義成立拜上帝會，並於1851年成立太平天國。直至1864年，太平天國滅亡，拜上帝會也因此遭到取締。

### 近代
近代主要是英美与瑞典新教组织，和天主教组织来华，他们足迹几乎全中国，并创办了众多大学和医院，中小学。义和团运动期间，很多教士与华人信众被杀害。其后却又有更多人来华，其中有亦有不少冒充教士之名，從事走私，情報等工作，為清末和民國帶來不少混亂。后来中共执政，驱逐外籍教士，关闭所办机构，由政府承認的三自教會管理。直到改革开放后才放弃绝对管制，不过仍然严格限制外来教士的入境活动。
由于基督教教义强调只能拜上帝/天主，不能崇拜偶像，因此与"祭奠祖先"等很多中国传统习俗产生了较大抵触，使得基督教之前在中国一直没有得到很好的传播和发展，直到后来来中國传教的剛恆毅（1922年－1932年）与雷鸣远天主教神父向教宗解释中国人祭祖敬孔礼并不违背教会的信仰，中国人这么地做是为了向已亡的父母和祖先表达尊敬。教宗庇護十二世因而在1939年12月8日删除了祭祖敬孔的禁令，才解决了这一问题（彭育申，2000）。因此天主教基督徒可以祭祖敬孔，新教基督徒不行。

### 中華民國
1912年中華民國建立，中華民國臨時約法中保障了宗教自由，加上當時很多革命人士以及支持革命的人也是新教徒（例如：孫文、宋教仁、廖德山，以至後期的蔣中正和張學良等），因而在民國初期基督新教的發展比清朝時好。
1927年南京國民政府成立，同年底蔣中正與宋美齡完婚，宋家是基督教家庭，蔣中正也為此受洗為基督徒，也成為中國史上第一位正式信奉上帝的領導人，由於國家領導人信奉的關係，新教在中華民國的發展變得相對寬鬆順利許多，甚至政府還給予某種程度的支援與鼓勵發展。
抗日战争时期，因为战争，男性大多参军，外国传教士被抓进集中营，为了延续教会事工，中华圣公会决定在香港按立一位女性（李添嬡女士）成为牧师，然后派往澳門赴任，成为全世界第一位被按立的女性牧师。中华圣公会的决定引起当时全世界教会的反弹，因为过去女性从来没有担任过教会内任何重要职位。在普世圣公宗其他教省要求之下，该位女牧师被逼辞去牧师职位；另一方面，中华圣公会努力斡旋，陈明当时中国形势的险峻。最后，中华圣公会的决定终于得到普世圣公宗及其他教省的认同。

### 中华人民共和国
相對於中華民國，由於中華人民共和國是由奉行馬列主義的共產黨實施統治，因而對教會的傳播予以控制。教會在中國大陸的發展也出現許多波折。雖然憲法當中有條款保障宗教信仰自由，實際執行過程卻值得商榷。
- 1949年中华人民共和国成立后，外国教牧人员被迫离开大陆，跟隨到中華民國政府播遷至台灣、英屬香港或回到母国。
- 1950年7月，中国基督教界吴耀宗等人联名发表“三自宣言”，发起了三自爱国运动，号召教会“自治、自养、自传”。
  - 自治，指教会内部事务独立于国外宗教团体之外；
  - 自养，指教会的经济事务独立于政府财政和国外宗教团体之外，但由政府拨付基本工资和费用，亦有教徒捐献；
  - 自传，指完全由本国教会的传道人传教和由本国教会的传道人负责解释教义，不准在教堂外传教。
- 1954年7月，中国基督教第一届全国会议召开，正式成立了中国基督教三自爱国运动委员会。提出在中国共产党和人民政府的领导下，团结全国基督徒，热爱祖国，遵守国家法令，坚持自治、自养、自传，独立自主自办教会的方针。
- 1958年各种不同信仰礼仪背景的教会实行“联合礼拜”。
- “文化大革命”时期，中国基督教受到严重的衝擊，教堂被毁、被侵占，教徒被迫害，一切宗教活动停止。文革结束后，“拨乱反正”使中国教会又得到复兴。

目前全国性的三自爱国组织有中国基督教三自爱国运动委员会以及中国基督教协会。
现在，在中国大陆各省中，基督徒在人口中比重较高的是安徽、浙江、福建、河南、河北、上海、江苏以及云南等地。其中新教在中国大陆大约有2300多万信徒在向政府登记的宗教场所中聚会，一些信徒自发组织，在一些没有进行合法登记的场所中进行聚会。在这些没有登记的宗教场所中聚会的中国基督徒数目不详，这些教会被称为“家庭教会”，西方也称之为“地下教会”。地下教会多在贫富悬殊的地区展开布道活动。因为该类地区公共设施质量差，且义务教育普及程度低。基督教劝人向善的精神更容易传播开来。
2010年8月，中国社会科学院世界宗教研究所等机构在第三届当代中国宗教论坛上发布2010年《宗教白皮书》。书中宣称“我国现有基督教新教徒约占全国人口总数的1.8％，总数估计为2305万人”。而天主教，官方公布的信徒数量有600多万人，但很多信徒并没参加官方的天主教爱国教会，因此并未统计进来。
自1980年代教会恢复至2012年，基督教全國“兩會”共出版發行《聖經》6217万册，每年出版发行350万册，是世界上發行《聖經》最多的國家之一。

### 引用
1. ↑  .   [2023-05-28]. （原始内容存档于2023-05-28）.
2. ↑  《基督日報》2014年4月文章：“具體的數字仍有爭議，很多人傾向認為中國現在約有八千萬到一億的基督徒。”，這是指基督新教；聖神研究中心網站 （页面存档备份，存于）估算至2004年底，中國天主教徒人數約1千2百萬。
3. ↑  . web.archive.org. 2018-05-08  [2020-05-02]. 原始内容存档于2018-05-08.
4. ↑  . 网易. 2010-08-11  [2010-08-11]. （原始内容存档于2010-08-15） （中文）.
5. ↑  . 国际日报.   [2013-09-08]. （原始内容存档于2016-03-04）.